# Undercover Hidden Dragon
Undercover Hidden Dragon (Ji jern mo lai) är en komedi-actionfilm från Hongkong 2006. Filmen regisserades av Gordon Chan och Dante Lam, med Ronald Cheng, Theresa Fu, Timmy Hung, Miki Yeung och Ella Koon i huvudrollerna.

## Rollista
| Ronald Cheng  | – Fat / Wind            |
| Theresa Fu    | – Madam Chong           |
| Timmy Hung    | – Bro Bomb              |
| Ella Koon     | – 36                    |
| Chi Chung Lam | – Monster Pig / Moon Pi |
| Philip Ng     | – Huing Fei             |
| Pace Wu       | – Sharon To             |
| Michelle Ye   | – Sister Han            |
| Miki Yeung    | – Sa                    |